# ورم منتبجات كلوي
ورم المنتبجات الكلوي (بالإنجليزية: Renal oncocytoma)‏ هو ورم في الكلى يتكون من خلايا منتبجة وهو نوع خاص من الخلايا.

## علامات وأعراض

ورم المنتبجات الكلوي بالكلية اليمنى في التصوير المقطعي المحوسب.

غالبًا ما تكون الأورام المنتبجة الكلوية بدون أعراض وغالبًا ما يتم اكتشافها عن طريق الصدفة عن طريق التصوير المقطعي المحوسب أو الموجات فوق الصوتية للبطن، وتشمل العلامات والأعراض المحتملة للأورام المنتبجة الكلوية الدم في البول وآلام الخصر والكتلة البطنية..

## الفيزيولوجيا المرضية
يعتقد أن الورم المنتبج الكلوي ينشأ من الخلايا المقحمةلقنوات الكلية المجمعة؛ فهي تمثل 5٪ إلى 15٪ من الأورام الكلوية التي تُستأصل جراحيا، وبواسطة البنية المستدقة فإن الخلايا الحمضية لديها العديد من الميتوكوندريا.

### المظهر النسيجي
ورم المنتبجات هو ورم طلائي يتكون من خلايا منتبجة وخلايا كبيرة حمضية تتميز بوجود أنوية صغيرة دائرية حميدية المظهر ولها نويات كبيرة الحجم ولها أيضا عدد هائل من الميتوكوندريا.

## تشخيص

المظهر الإجمالي لورم المنتبجات الكلوي (يسار الصورة) وشريحة الكلى الطبيعية (يمين الصورة) لاحظ المحيط الدائري الماهوجني اللون والندبة المركزية.

وفي المظهر الإجمالي تكون الأورام مدبوغة أو بنية اللون من الماهوغاني، وهي محددة جيدًا وتحتوي على ندبة مركزية، وقد تشمل هذه الأورام حجمًا كبيرًا (حتى 12   سم في القطر).
التشخيص التفريقي الرئيسي لورم المنتبجات الكلوية هو سرطان الخلايا الكلوية الكاره للون والذي يشبه ورم المنتبجات الكلوي الذي يحتوي على السيتوبلازم الحمضي ولكن لديه منطقة فارغة حول النواة، وعادة ما يكون هناك نوع من اللانمطية النووية.

### الملف المناعي الكيميائي
- Cytokeratin AE1 / AE3 +
- فيمنتين -
- EMA +
- CD10 +/-
- CK7 +/- parcellaire
- CK20 -
- CK19 -
- AMACR (Racemase) -
- S100 +
- c-kit (CD117) +
- كاديرين- E +
- TFE3 -
- CAM5.2 +

يعتبر ورم المنتبجات الكلوي ورمًا حميدًا يعالج باستئصال الكلية، ويوجد بعض الحالات المألوفة تكون فيها هذه الأورام متعددة بدلًا من فرادى، ومع ذلك ربما يتم استئصالها لتجنب ورمًا خبيثًا مثل سرطان الخلايا الكلوية.

## صور إضافية

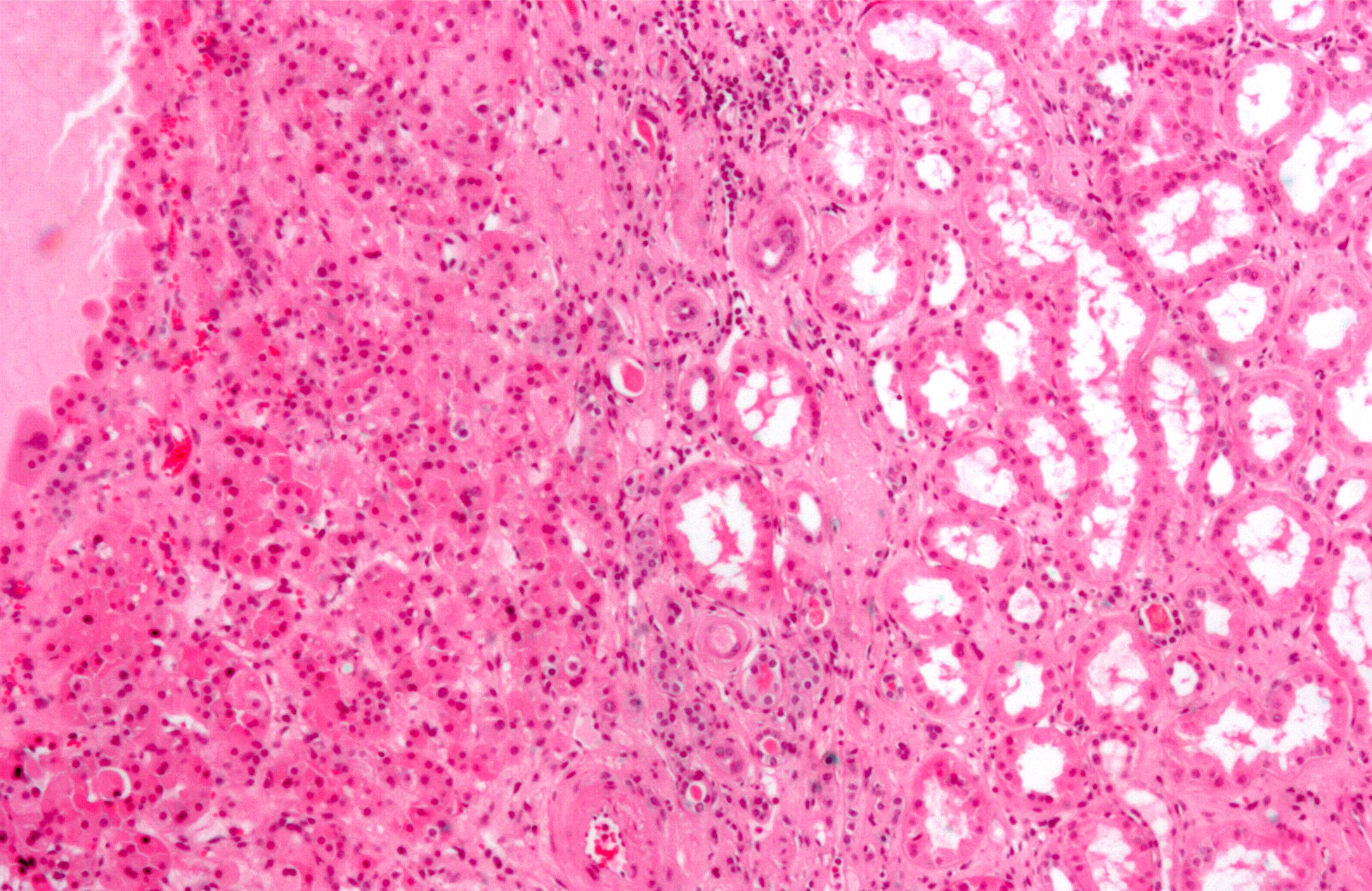
صورة مجهرية لورم المنتبجات الكلوي H & E.
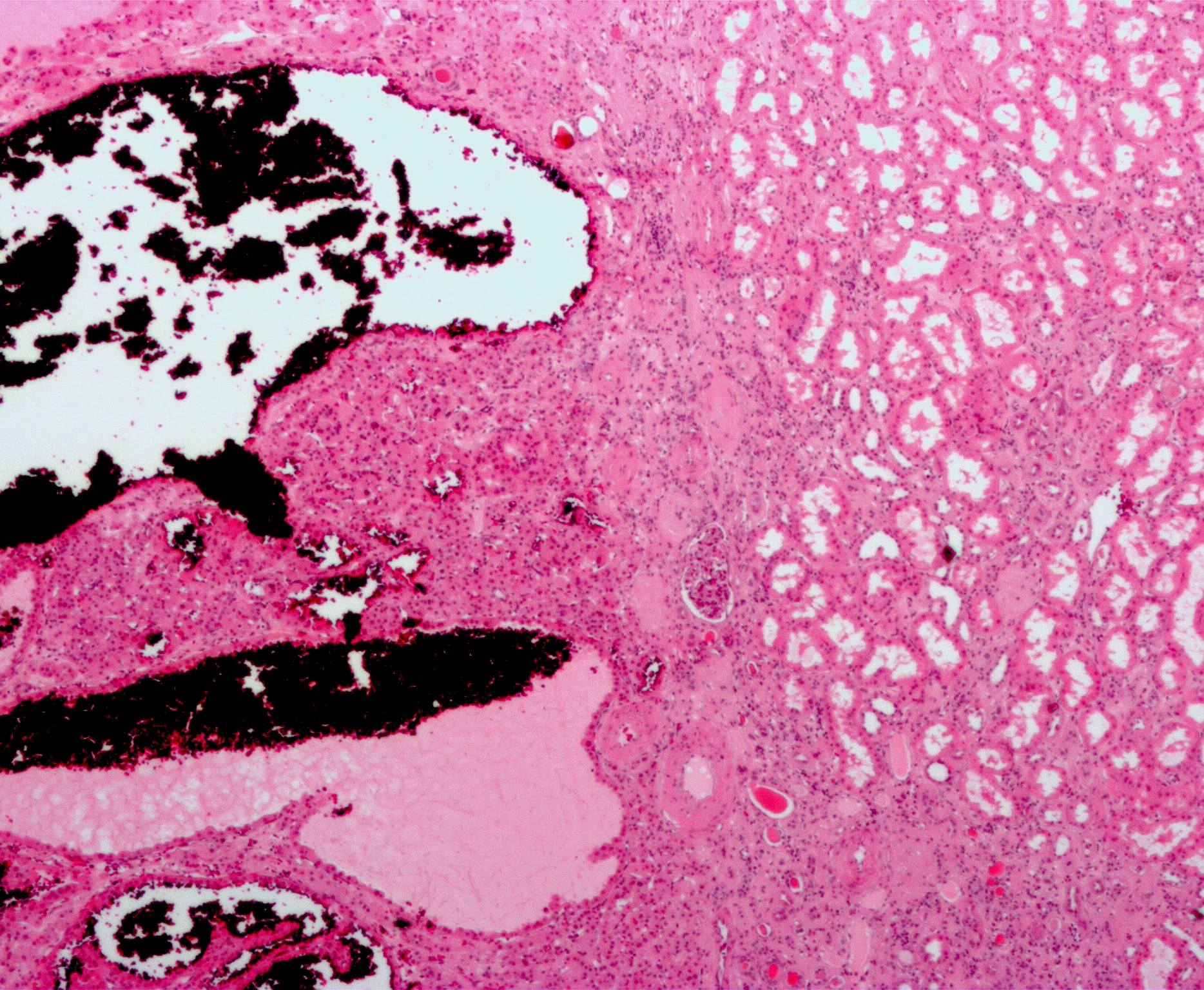
صورة مجهرية لورم المنتبجات الكلوي.H&E
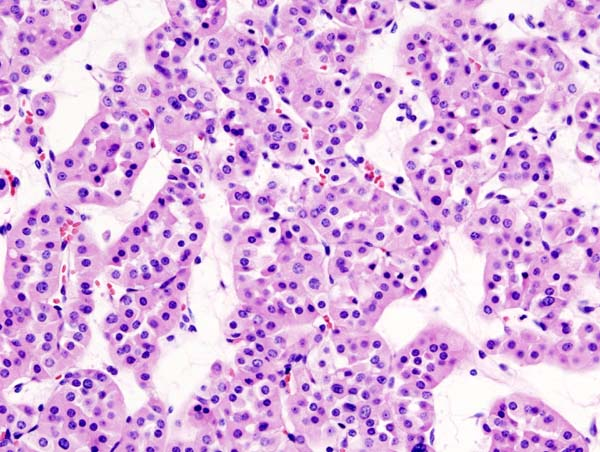
صورة مجهرية لورم المنتبجات الكلوي.H&E
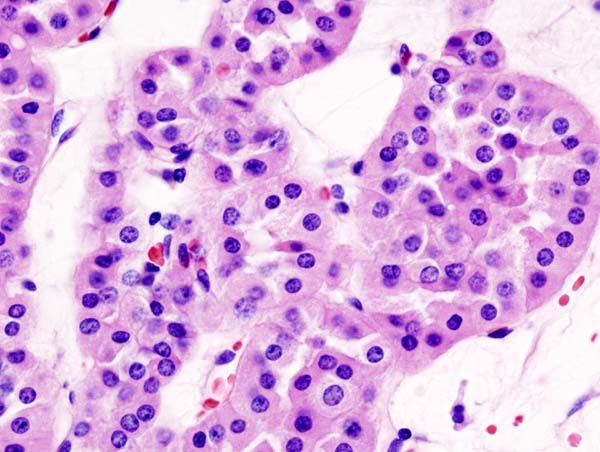
صورة مجهرية لورم المنتبجات الكلوي.H&E
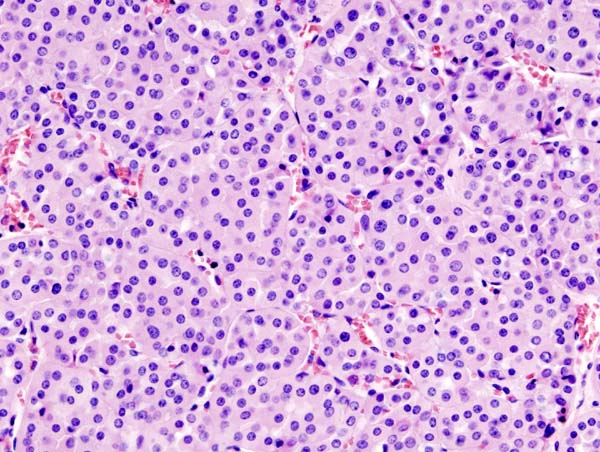
صورة مجهرية لورم المنتبجات الكلوي.H&E
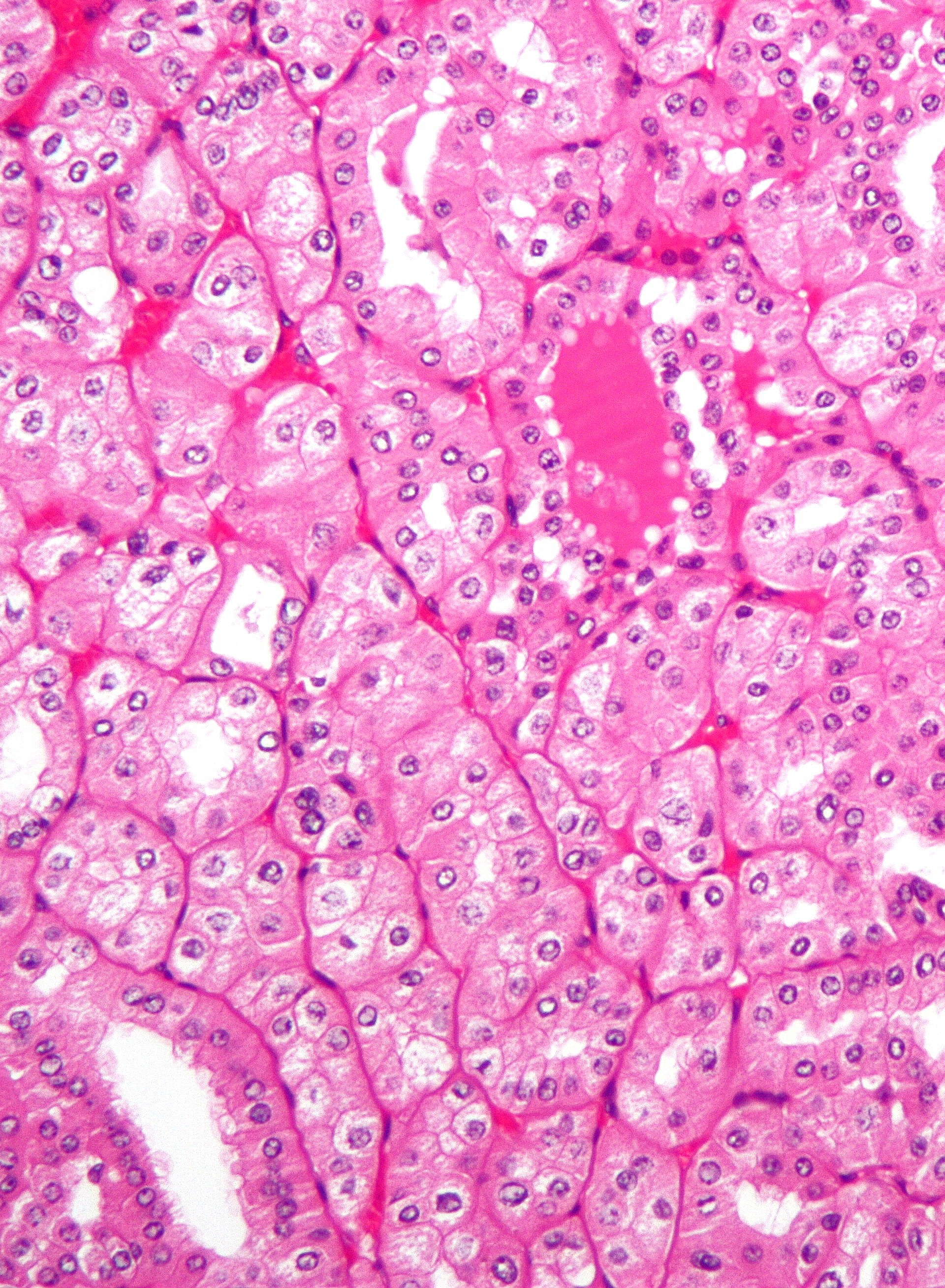
صورة مجهرية لمتفاوتات كرات الدم الحمراء المنتبجة الكارهة للون التشخيص التفريقي الأساسي لورم المنتبجات الكلوية.